# Otto Bernhard
Otto Heinrich Christoph Bernhard (* 22. Juni 1880 in Heiligenstadt; † 20. September 1952 in Bremen) war ein Ingenieur, Bremer Kaufmann, Politiker (NSDAP und SRP), Mitglied der Bremer Bürgerschaft und Senator.

## Biografie

### Familie, Ausbildung und Beruf
Bernhard war der Sohn eines Tabakfabrikanten in Bremen. Er besuchte von 1886 bis 1890 die Schule in Heiligenstadt und dann bis 1898 die Oberrealschule von Weißenfels. Er lernte Elektriker und studierte dann an der Technischen Hochschule Darmstadt. Danach war er bei mehreren technischen Firmen u. a. in Frankreich und den USA tätig und deshalb im Ersten Weltkrieg von 1914 bis 1918 in britischer Internierung. 1920 war er in einem amerikanischen und ab 1921 in einem Bremer Tabakunternehmen tätig. 1924 wurde er Teilhaber der Tabakfirma Ankersmit & Co und bei Gerd Heinrich Clausen & Co.
Bernhard war zusammen mit den Kaufleuten Otto Schurig und Ludwig Roselius bei der Gründung der Focke-Wulf-Flugzeugbau AG maßgeblich beteiligt. 1926 wurde er Konsul von Siam. Er war Freimaurer und im Rotary Club.

### Politik
Der konservative Bernhard trat zum 1. Dezember 1930 in die NSDAP ein (Mitgliedsnummer 383.534). Er war von 1930 bis 1933 Mitglied der Bremer Bürgerschaft. Am 18. Januar 1931 wurde er zum Präsidenten der Bürgerschaft gewählt. Er trat nach zwei Monaten zurück, da es ihm nicht gelang, den unbotmäßigen Ton seiner NSDAP-Abgeordneten zu bändigen.
1932 wurde er Vorsitzender der NSDAP-Bürgerschaftsfraktion. Im Mai 1932 ernannte ihn NSDAP-Gauleiter Carl Röver zum Ortsgruppen- und zum Kreisleiter der Partei in Bremen.
Beim Sturz des bürgerlichen Senats der Freien Hansestadt Bremen am 18. März 1933 war Bernhard beteiligt, seine Rolle schien dubios zu sein (siehe dazu Hauptartikel Bremen zur Zeit des Nationalsozialismus). Er wurde am 18. März 1933 Wirtschaftssenator, verlor jedoch seine Stellung als NSDAP-Kreisleiter. Trotz erheblicher Differenzen innerhalb seiner Partei blieb er – ein relativ machtloses Aushängeschild – bis 1945 Senator. Er war in der SA, zuletzt Oberführer ehrenhalber. Auch nahm er viele weitere Ämter (u. a. Verkehrsverein Bremen) und Ehrenämter in der NS-Zeit wahr. Im Zweiten Weltkrieg war er ab 1941 machtloser Wehrwirtschaftsführer, der noch im Januar 1945 den Vorsitz des Aufsichtsrates von Focke-Wulf übernahm. Er war Erfüllungsgehilfe der Nationalsozialisten, soll aber zu den konservativen Widerstandskreisen um Goerdeler Kontakte gehabt haben.
Bernhard war von 1945 bis 1948 interniert und wurde im Entnazifizierungsverfahren im Juli 1948 von der Spruchkammer Bad Aibling als „Mitläufer“ entnazifiziert, vom Bremer Hauptankläger allerdings als „Hauptschuldiger“ betrachtet und deshalb am 9. Oktober 1948 erneut interniert, am 13. Oktober 1948 jedoch wieder entlassen, weil die vorherige Einstufung als „Mitläufer“ bereits formal rechtsgültig war.
1951 kandidierte er für die nationalsozialistische – später verbotene – Sozialistische Reichspartei (SRP). Trotz seiner Wahl in die Bürgerschaft konnte er sein Mandat dann aus gesundheitlichen Gründen nicht wahrnehmen; sein Mandat fiel an seinen Parteigenossen Heinrich Schröder. Mit seiner Tabakfirma hatte er zudem große wirtschaftliche Schwierigkeiten.
Seit 1945 war er mit Marieluise von Luttitz verheiratet. Aus der Ehe gingen zwei Kinder hervor. Er wurde auf dem Riensberger Friedhof in Bremen bestattet.